# Religionsrat der Jesiden
Der Religionsrat der Jesiden (auch Civata Ruhanî oder Meclisa Ruhanî genannt) ist ein Rat, bestehend aus jesidischen Würdenträgern, der sich mit den religiösen und weltlichen Angelegenheiten der Jesiden befasst.

## Mitglieder
Der Religionsrat der Jesiden besteht aus 10 ständigen Mitgliedern:
- Der Mir (Fürst von Schaichān), derzeitiger Mir ist Hazim Tahsin Saied Beg
- Der Baba Scheich, derzeitiger Baba Scheich ist Sheikh Ali Ilyas
- Der Sheikh Wezir
- Der Peshimam des Fürstentums
- Der Peshimam des Baba Scheich
- Der Naqib
- Der Baba Gavan (Behüteter der Heiligtümer)
- Der Führer der Qewals
- Der Baba Çawish
- Der Torwächter, der den Eingang zu Sheikh Adis leiblicher Ruhestätte bewacht